# Sonata para piano n.º 14 (Beethoven)
A Sonata para piano n.º 14, Op. 27 n.º 2 é uma sonata de Beethoven. Essa sonata foi muito tocada na época de Beethoven, que chegou a dizer que tinha feito músicas melhores. A "Sonata ao Luar", que serviu de tema para inúmeros filmes e romances, só recebeu seu apelido em 1832, cinco anos depois da morte de Beethoven. Foi o crítico Rellstab que comparou a música a um luar ao lago Lucerna. Tal comparação foi adotada como apelido para a obra.
Assim como na sonata anterior, o primeiro movimento vem com a indicação "quasi una fantasia". Uma melodia melancólica é apresentada acompanhada por um ostinato que dura o movimento inteiro. Beethoven coloca no início da partitura uma indicação de "senza surdina". Os desavisados pensam que a "surdina" se refere ao pedal esquerdo do piano, o "una corda", mas na verdade a "surdina" a que Beethoven se refere é o pedal direito. Nos pianos da época de Beethoven, o pedal direito levantava os abafadores (surdinas) das cordas. Ou seja, Beethoven pretendia que o movimento inteiro fosse tocado sem nenhuma surdina nas cordas (com o pedal direito abaixado). Como os pianos modernos não permitem isso - o nível de projeção é muito maior do que o piano da época de Beethoven, criando dissonâncias indesejadas - essa indicação serve como parâmetro para interpretação e não deve ser levada à risca (a não ser que o pianista toque num piano de época). O movimento tem uma forma-sonata um pouco escondida, onde há uma exposição, desenvolvimento e recapitulação, mas a forma fica bem diluída no contexto geral. Assim como na sonata anterior, Beethoven coloca um "attacca subito" no final do movimento para dar continuidade à música.
O segundo movimento é um minueto com trio. Possui uma melodia simples, porém Beethoven usa uma mudança rítmica com síncopes. A atmosfera é bem leve e alegre.
O terceiro movimento é o mais extenso e "dramático". De uma dificuldade técnica muito grande, esse movimento vem na forma sonata. O tema principal é heróico e turbulento - uma série de acordes arpejados ascendentes e bastante rápidos. Ao longo do movimento, o baixo Alberti se faz presente, mantendo a ansiedade mesmo quando a melodia tem um ar mais calmo. O segundo tema é mais lírico e melódico. No final do movimento, Beethoven apresenta uma coda estendida (o que começa a se tornar uma constante na sua obra para piano). Nesta coda, ele usa acordes "quebrados" (arpejos velozes que soam como se alguém tocasse um acorde sem tocar as notas todas juntas), o que Beethoven usaria mais tarde na Appassionata. Além disso, na coda, Beethoven traz um pouco do caráter de uma cadência, onde o pianista "improvisa" com as harmonias até voltar ao tema principal para concluir o movimento.